# Креативность
Креати́вность (от лат. creatio — творчество) — умение человека отступать от стандартных идей, правил и шаблонов. К тому же креативность предполагает присутствие прогрессивного подхода, воображения и оригинальности. Прослеживается в различных видах деятельности, её продуктах, а также в отдельных сторонах качества личности. «Креативность» и «Творчество» — схожие, но не одинаковые понятия. Творчество — это процесс создания предметов искусства человеком. Креативность является особым обязательным условием для занятия творчеством. В результате чего, творческая личность всегда обладает креативностью, это её неотъемлемая часть.

## Отличия креативности от творческих способностей
Основное различие заключается в определениях, креативность — это комбинация известной информации, необходимой для создания новой. Творческие способности — это умение мыслить креативно.
Каждый термин сочетает в себе несколько аспектов, креативность включает в себя интеллект и воображение, возможность думать и работать с информацией, а также способность человека выходить за пределы привычных инструментов и шаблонов. Творческие способности отличает смекалка — способность быстро находить нестандартный подход к решению задач.
Теоретический анализ научных исследований, проведенный В. Н. Дружининым, позволяет выделить три ключевых подхода, касающихся творческих способностей:
1. Творческие способности включают в себя мотивацию и личностные качества. Качества творческой личности включают в себя развитое воображение и мышление, восприимчивость к проблемам, самостоятельность в решении сложных ситуаций.
2. Творческие способности — это самостоятельный фактор, независимый от каких-то отдельных познавательных процессов, а также и от интеллекта. К особенностям творческой личности относят креативность как общую творческую способность, не сводимую к определённым мыслительным процессам, таким как память, мышление.
3. Высокая степень интеллектуального развития подразумевает высокую степень творческих способностей, как и наоборот. К главным составляющим творческих способностей относят интеллект как единственный показатель и фактор творческой личности.
Таким образом, творческие способности — это комплекс мотивационных и личностных черт, образующих психологическую систему, побуждающую личность к созидательной деятельности, поиску новых оригинальных идей, ценностей и т. д.
Как видно из представленного определения, креативность как таковая является составной частью творческих способностей. Отличие творческих способностей от креативности заключается в том, что творческие способности определяются как качества личности, а креативность как проявление этих качеств в мыслительной деятельности. Креативность, предполагает возможность для личности воспринимать, преобразовывать и создавать новую информацию. В соответствии с этим, по мнению Р. Стернберга, для креативности недостаточно проявлений творческих способностей и высокого интеллекта. Необходимо обладать набором определённых психологических свойств, таких как низкая потребность в стремлении к успеху, повышенный уровень самооценки и уровень притязаний.

## История креативности
Согласно словарю Merriam-Webster’s Collegiate Dictionary, впервые слово creative появилось в 1678 году, а слово creativity упоминалось в 1875 году.
Исследования креативности неоднозначны и вызывают разнообразные споры, в связи с различными эмпирическими фактами. В XX в. появились многие исследования, связанные с изучением этого понятия. Одним из таких исследований занимался З. Фрейд, который вначале XX в. предположил, что творческие личности, такие как писатели и художники творят для того, чтобы показать свои скрытые желания, с помощью средств, которые приемлемы с точки зрения культуры. К этому выводу он пришел, опираясь на идею того, что истоки креативности появились из противоречий между осознанными и неосознанными побуждениями человека.
Сам термин «креативность», появился уже после исследований З. Фрейда. Впервые его можно найти в работе Д. Симпсона(1922 год), в которой креативность понималась, как навыки человека отказываться от стереотипных и исторически сложившихся способов мышления.
В 1950-е годы, появилось множество работ, в которых можно найти определения термина «креативность», полученные в результате исследований, к концу 1960-х годов, таких определений было уже больше 60. Наиболее популярным исследователем в этой области стал Дж. Пол Гилфорд, который в 1950 году предложил термин «креативность» и описал, что это способность порождать новые идеи, отличающиеся от традиционных схем мышления, а также навыки, способствующие быстрому решению проблемных ситуаций. Позднее в 1967 году Гилфорд выпустил книгу «Природа человеческого интеллекта», эта работа стала важнейшим этапом в исследовании понятия креативности. В книге выделялось конвергентное и дивергентное мышление. В 1958 году американского психолога Элис Пол Торренса привлекли тесты о креативном мышлении Гилфорда и, основываясь на них, в 1972 году была создана исследовательская программа, которую он посвятил изучению психометрических свойств данных тестов. В исследовании изучалась применимость тестов Гилфорда на людях разных возрастов. А как же была проведена работа над исследованием прогностической валидности и влиянием особенностей инструкции на исходящие данные тестов. Результатом этих исследований стали тесты Торренса, на определение креативного мышления.
Ближе к концу XX в. большинство работ в изучении креативности, основывались на влиянии неких факторов, влияющих на её развитие. В 1980-х годах в основном исследования были посвящены влиянию окружающей культурной среды, на креативность личности. Наиболее успешным в этой области стал Дин Саймонтон. В своих «историометрических» исследованиях он пришел к выводу, что некоторые характеристики социального общества, напрямую влияют на показатели креативности его членов на протяжении всего исторического развития. Другим фактором стала внутренняя мотивации человека, связанная с проявлением его креативности. Её изучением занимались специалисты в области социальной психологии, которых в 1990-х годах привлекла связь креативности с конативными переменными. Наиболее популярными стали исследования Терезы Амабиле, которая пришла к выводу, что внутренняя мотивация стимулирует развитие креативности человека, в то время как внешняя мотивация способна её подавить или даже убить.
В 2002 году М. А. Холодная в своей работе отметила, что изучение креативности необходимо разделить на 2 направления и исследовать его в узком и широком плане. Креативность в узком плане — дивергентное мышление, которое выделял Дж. Гилфорд. Креативность в широком плане, рассматривалась интеллектуальные способности человека и его творческие особенности.
Л. Я. Дорфман в 2010 году выделил несколько предметных областей в исследовании креативности. Это креативное мышление, а также связанные с ним когнитивные процессы, креативная личность и иные особенности личности, вносящие вклады в креативность, креативное поведение и внешние креативные продукты, социально-культурные факторы, фазы творческого процесса и креативный процесс, рассматриваемый как поток сознания.
С каждым годом тематика креативности становится более востребованной. По данным библиографической базы EBSCO, в 2008 году было обнаружено около 400 публикаций, связанных с исследованиями различных аспектов креативности и к 2015 году их стало более 500. Особенно интенсивно проблематика креативности исследуется в странах с бурным развитием экономики.

## Показатели креативности

### Показатели креативности поГилфорду
1. Способность к обнаружению и постановке проблем — взгляд на субъект, позволяющий обнаружить в нём проблему.
2. «Беглость мысли» — создание идей с определённой скоростью.
3. Оригинальность мышления — способность придумывать принципиально новые способы решения проблемы в данной ситуации.
4. Гибкость мышления — способность нахождения новых ассоциаций, разработка новых идей.
5. Способность совершенствовать объект путём добавления деталей — способность к синтезу новых идей.
6. Способность находить решение проблемы с помощью анализа и синтеза — решение проблемы с помощью анализа старых и введения новых идей.

### Показатели креативности поХолодной
1. Беглость мышления — количество различных идей за определённую единицу времени.
2. Оригинальность — способность выдвигать новые и необычные идеи.
3. Восприимчивость — тонкое ощущение окружающих факторов, готовность к быстрому решению альтернативных идей.
4. Метафоричность — склонность к символическому, работа в необычном контексте.

## Виды креативности
По Э. П. Торренсу:
- Наивная креативность — механизм создания креативных идей у дошкольников, так как креативность детей является естественным поведением в связи с отсутствием необходимости преодоления стереотипов.
- Культурная креативность — осознанное стремлении уйти от обыденности и устоявшихся шаблонов.
- Вербальная креативность — вид когнитивной креативности, отражающий умение человека отходить от стереотипных способов мышления. Выражается в словесной форме, например, в предложении оригинальных идей в области проблемных ситуаций, в возможности находить отдалённые словесные ассоциации.
- Невербальная креативность — вид когнитивной креативности, отражающий проявление творческих способностей в виде художественных образов, рисунков и т. д.

По М. Чиксентмихайи, Р. Фельдману, Р. Стернбергу и Т. Любарту:
- Интеллектуальная креативность — вид креативности, проявляющийся в профессиональной сфере и требующий узких знаний в области применения.
- Творческая креативность — вид креативности, проявляющийся в искусстве, создании образов.
- Предпринимательская креативность — вид креативности, проявляющийся в профессиональной сфере при генерации идей, создании новых компаний и отраслей.

По М.Бодену:
- Малая (личностная) креативность — вид креативности, отвечающий за повседневное решение проблем и творческое выражение.
- Большая (историческая) креативность — вид креативности, отвечающий за идеи, оставившие след в истории и существенно повлиявшие на культуру и общество.

По А.Маслоу:
- Креативность таланта — вид креативности, проявляющийся в «великих и очевидных продуктах творчества».
- Креативность самоактуализации — вид креативности, проявляющийся в повседневной жизни в виде мелочей.

По Г. А. Глотовой:
- Всеобщечеловеческая креативность — широкий уровень креативности, отражающий способность к изменению общих способов и механизмов существования человека.
- Потенциальная креативность — промежуточный уровень креативности, отражающий потенциальную предрасположенность человека, выражающуюся в форме проявления его творческих способностей, полезных для общества.
- Актуальная креативность — узкий уровень креативности, характеризующий её проявление в данной ситуации и данных условиях, создание нестандартных продуктов высокого уровня и качества.

По И. Б. Дермановой и М. А. Крыловой:
- Невербальная — креативность образной сферы.
- Вербально-символическая — креативность вербальной сферы, включающей слова и предложения, основанная на символах.
- Вербально-ассоциативная — креативность вербальной сферы, основанная на ассоциативном мышлении.

По Дж. К.Кауфману и Р.Бегетто («Four C» модель):
- Mini-c — вид креативности, включающий идеи, имеющие персональное значение для одного конкретного человека.
- Little-c — вид креативности, включающий идеи, являющиеся способами решения повседневных проблем.
- Pro-c — вид креативности, возникающий у узкоспециализированных профессионалов и относящийся к их сфере деятельности, не выходя за её рамки.
- Big-c — вид креативности, порождающий идеи, признанные гениальными в своей сфере, такие идеи зачастую приводят к глобальным изменениям в мире.

В начале XXI века принято использовать все вышеперечисленные классификации в зависимости от ситуации, в которой рассматривается креативность.

## Личные качества креативной личности
Дж. П. Гилфорд выделял поведенческие проявления, такие как:
- способности — готовность обучаться чему-либо определённому
- интересы — склонность включаться в некоторый тип деятельности
- установки — тенденции предпочитать или нет какой-либо тип объекта или ситуации
- качества темперамента — оптимизм, расположение духа, уверенность в себе, нервозность

Среди характеристик, коррелирующих с креативностью, Дж. П. Гилфордом были выявлены: независимость суждений, автономность, твёрдое ощущение себя как «креативного», интуиция, уверенность в себе.
Также, П. Торренс выделил повышенную проницательность к проблемам, нехватке знаний, действия по идентификации и поиску гипотетических решений этих проблем, по формулированию результата решения как характеристики креативной личности.
Помимо этого, М. Чиксентмихайи сформулировал своё определение: «…креативность появляется посредством диалектического процесса среди талантливых индивидов, области знаний и практики, а также по́ля компетентных судей. Это подразумевает существование у индивида некоторого числа отдельных способностей или интеллектуальных сил. Креативные индивиды особенно характеризуются напряжением между элементами продуктивной работы — плодотворная асинхрония».

## Барьеры креативности
Барьеры креативности — это своеобразные препятствия, различные формы внешних и внутренних ограничений, которые люди создают друг другу и самим себе.
По мнению Б. Лемберга, к этим препятствиям можно отнести такие барьеры как:
- Функциональная зацикленность — склонность видеть очевидные способы решения проблемы, неспособность выйти из зоны комфорта при решении задач.
- Самоцензура — внутренние механизмы, которые сдерживают вас, пытаются помочь вам не выглядеть глупцом в глазах окружающих.
- Микроконтроль — обращение внимания на множество деталей, связанных с проблемой, даже самых незначительных.
- Рационализация — использование только логической стороны сознания при решении проблемы.
- Визуализация рисков — концентрация не на самих идеях, а на впечатлениях, которые они произведут.
- Нехватка времени и возможностей — невозможность уделить достаточное время творческому процессу.
- Нарушение режима дня — нехватка сна, нездоровое питание и усталость тормозят творческий процесс и мешают генерации идей.
- Критицизм — неодобрение и критика окружающих людей.

В дополнение, А. Хайем рассмотрел ряд барьеров креативности, среди которых можно выделить следующие:
- Малая база знаний — что бы мыслить креативно при решении вопроса, зачастую необходимо знать материальную часть вопроса и разбираться в ней.
- Отсутствие решимости — чтобы начать не только мыслить креативно, но и воплощать свои идеи в жизнь, необходима изрядная доля мужества и уверенность в себе.
- Общественное мнение — трудно воплощать креативные идеи в обществе, которое их боится и не поддерживает. В целом, общество не любит, когда кто-то выделяется из общей массы и пытается заявить о себе и предлагает новый взгляд на вещи.
- Перфекционизм — стремление к совершенству, желание получить идеальный результат, который, зачастую, достичь не представляется возможным.
- Избыточно конкретное мышление — оперирование конкретными категориями и идеями, отсутствие иного взгляда на ситуацию или вопрос.
- Личные фильтры — Внутренние правила, которые развились с опытом. Они определяют, какой подход будет уместен, чем сто́ит пренебречь и к чему это может привести. Часто это мешает объективно взглянуть на ситуацию, сужает мышление.